# Mariette Beco

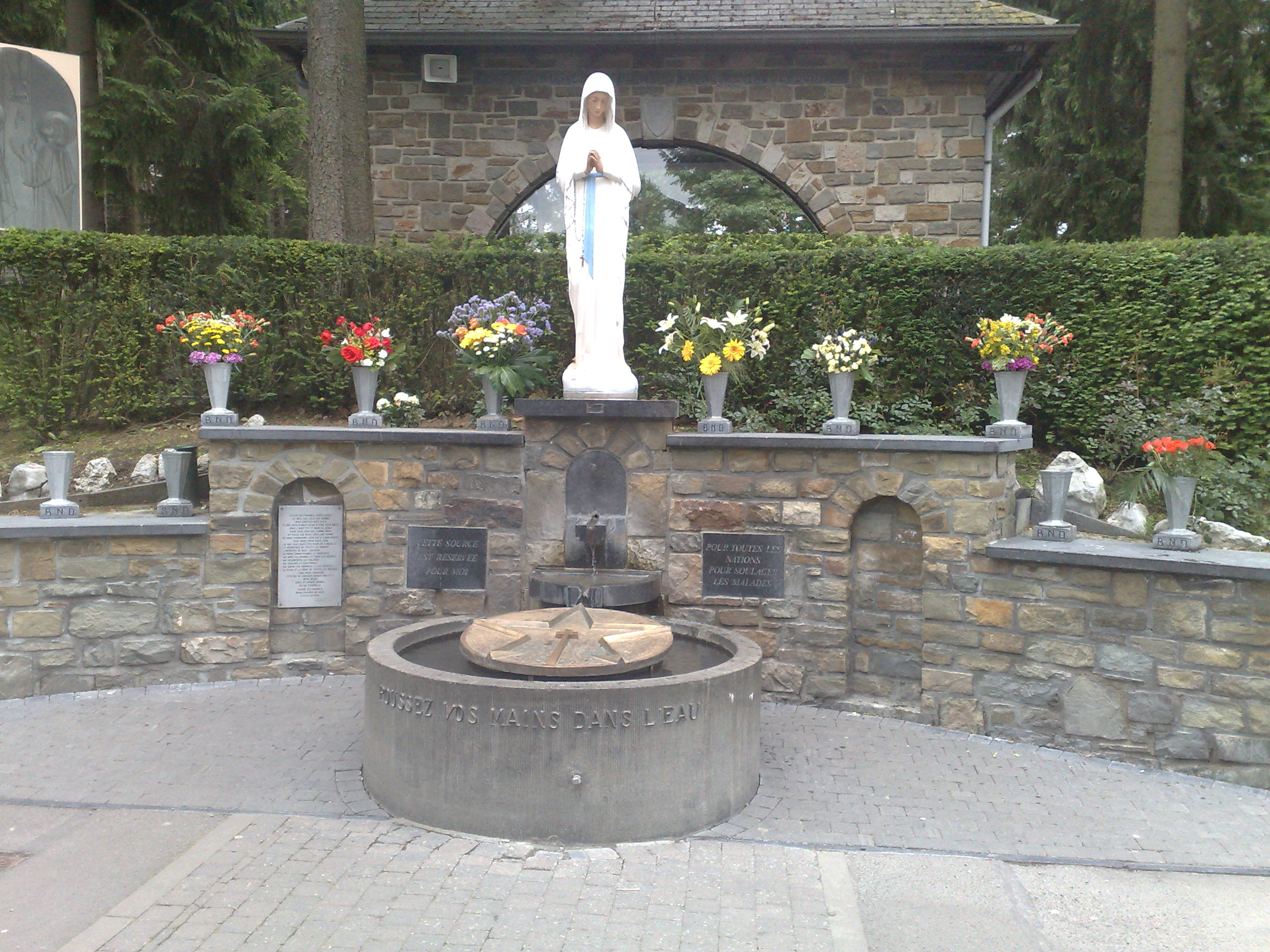
Onze-Lieve-Vrouw van Banneux en bron

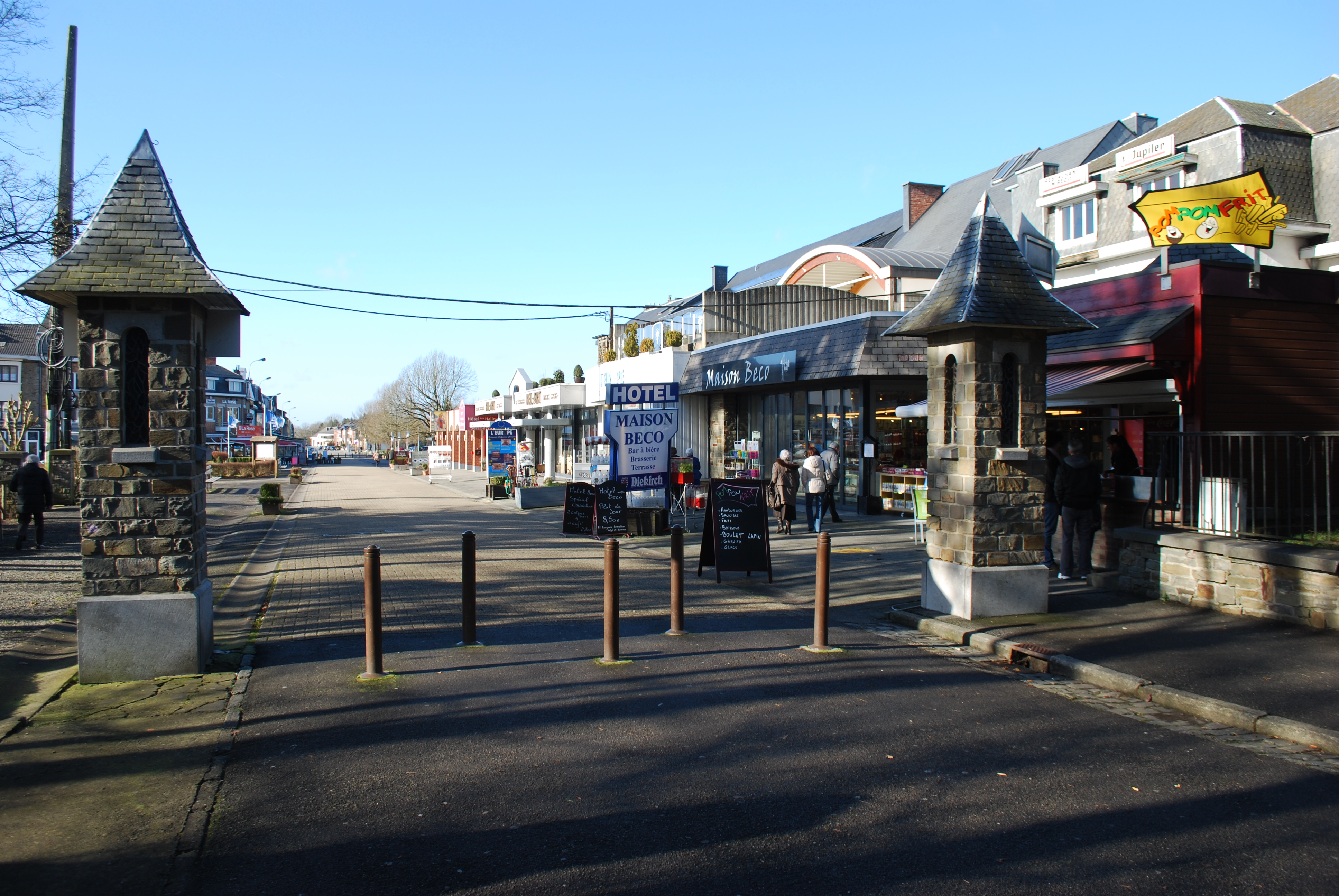
Plein

Mariette Beco (nabij Banneux, 25 maart 1921 – Banneux, 2 december 2011) was een Belgische vrouw die in Banneux getuige geweest zou zijn van Mariaverschijningen.

## Mariaverschijningen
Beco was de oudste van een groot gezin. Op 15 januari 1933 zag ze -11 jaar oud - buiten in de sneeuw de mooie dame, die haar bij een tweede verschijning een waterbron wees. Bij de derde verschijning zou ze gezegd hebben: Ik ben de Maagd der Armen en beval de bron aan voor alle zieken. Bij de vierde verschijning vroeg de mooie dame (Maria) om een kapel. Hierop kwam nog een viertal verschijningen en de laatste woorden van Maria waren: Ik ben de Moeder van de Verlosser - Moeder van God.
Uiteindelijk leidde ze een rustig leven, trouwde, kreeg kinderen en kwam af en toe bidden bij de bron. In 2011 werd ze opgenomen in het rusthuis Hôme de la Vierge des Pauvres, waar ze hetzelfde jaar overleed.

## Bedevaartplaats
Van 1942 tot 1949 werden de gebeurtenissen onderzocht door het bisdom Luik en als echt gebeurd erkend. De bisschop van Luik, Louis-Joseph Kerkhofs, bevestigde de realiteit van de verschijningen op 22 augustus 1949 en de Congregatie van het Heilig Officie sloot zich daar in 1952 bij aan.
Het plaatsje Banneux groeide uit tot een druk bedevaartsoord, dat vooral door Nederlandse, Belgische en Duitse bedevaartgangers wordt bezocht. Naast een processiepark vindt men er ook een plein met tal van horecazaken en winkels met religieuze artikelen.
Diverse kerkgebouwen in Nederland en België zijn gewijd aan Onze-Lieve-Vrouw Maagd der Armen.